# Потсдам (Огайо)
Потсдам (англ. Potsdam) — селище (англ. village) в США, в окрузі Маямі штату Огайо. Населення — 225 осіб (2020).

## Географія
Потсдам розташований за координатами 39°57′49″ пн. ш. 84°24′53″ зх. д. / 39.96361° пн. ш. 84.41472° зх. д. (39.963708, -84.414818).  За даними Бюро перепису населення США в 2010 році селище мало площу 1,15 км², уся площа — суходіл.

## Демографія
Згідно з переписом 2010 року, у селищі мешкало 288 осіб у 102 домогосподарствах у складі 78 родин. Густота населення становила 250 осіб/км².  Було 104 помешкання (90/км²).
Расовий склад населення:
| - 96,2 % — білих - 1,4 % — корінних американців |

До двох чи більше рас належало 2,4 %. Частка іспаномовних становила 0,0 % від усіх жителів.
За віковим діапазоном населення розподілялося таким чином: 25,7 % — особи молодші 18 років, 62,1 % — особи у віці 18—64 років, 12,2 % — особи у віці 65 років та старші. Медіана віку мешканця становила 37,5 року. На 100 осіб жіночої статі у селищі припадало 108,7 чоловіків;  на 100 жінок у віці від 18 років та старших — 111,9 чоловіків також старших 18 років.
Середній дохід на одне домашнє господарство  становив 45 352 долари США (медіана — 45 278), а середній дохід на одну сім'ю — 52 892 долари (медіана — 60 511). За межею бідності перебувало 18,1 % осіб, у тому числі 33,3 % дітей у віці до 18 років та 4,7 % осіб у віці 65 років та старших.
Цивільне працевлаштоване населення становило 105 осіб. Основні галузі зайнятості: виробництво — 26,7 %, науковці, спеціалісти, менеджери — 23,8 %, освіта, охорона здоров'я та соціальна допомога — 20,0 %, будівництво — 18,1 %.